# Cri-cri
Cri-cri (senare känd som Le Cri-Cri) var en fransk serietidning för barn startad 1911. Den gavs fram till nedläggningen 1937 ut av Société Parisienne d'Édition (SPE), lett av de tyskättade tidningsutgivarna och brödrakvartetten Offenstadt.

## Historia
Första numret av tidningen lanserades 28 februari 1911, i ett format hälften så stort som tabloid-format. Mellan augusti och 10 december 1914 skedde ett stopp i utgivningen (under inledningen av första världskriget. Därefter inleddes återigen utgivningen, vilken fortsatte i stort sett oförändrat fram till september 1918 och nummer 378.
Från och med 3 oktober 1918 gjordes tidningen om, efter att man slagits samman med systertidningen La Croix d'honneur. Knappt tre år senare, i mars 1921, publicerades de första avsnitten i den tecknade serien Aventures acrobatiques de Charlot, signerad Raoul Thomen. Detta var inte den första, och långtifrån den sista, serieversionen med Charlie Chaplins gestalt i huvudrollen. En annan fransk Charlie Chaplin-serie tecknades för övrigt under 1950-talet av en ung Jean-Claude Forest, utgivet i egna seriehäften – av SPE.
Tidningen kostade under 1920-talet 25 centimes per nummer. Varje år mellan 1912 och 1936 samlades årets 52 utgåvor i ett samlingsalbum, ofta med undertiteln pour la jeunesse et la famille ('för ungdomen och familjen'). Totalt gavs 976 nummer ut av denna andra version av tidningen.
På försommaren 1937 slogs tidningen samman med Boum, utgiven i stort format och på åtta sidor per nummer. Den sammanslagna tidningen lades dock ner efter endast 22 veckor. Därefter fortsattes serierna i tidningen från och med 14 november samma år via systertidningen L'As ('Ässet'), som hade dubbelt så många sidor. L'As lades slutligen ner 1940, i samband med förlagets nedläggning under den tyska ockupationen; bröderna Offenstadt var judar, och deras egendomar fråntogs dem av de nya styrande i landet.
Vid sidan av Cri-cri gav man från 1911 och fram till 1938 ut Almanach du Cri-cri. Detta var enligt den franska traditionen av julalbum, utgivna inför årsskiftet varje år.
Äventyrsserierna i tidningen tecknades bland annat av Marcel Arnac, Louis Forton, Félix Pol Jobbé-Duval, Moriss, Samivel och Benjamin Rabier.
1949–1950 gavs den orelaterade serietidningen Cricri journal ut. Förlaget var Artsgraf, och tidningen innehöll bland annat serier av Calvo.